# Friedrichsplatz (Karlsruhe)

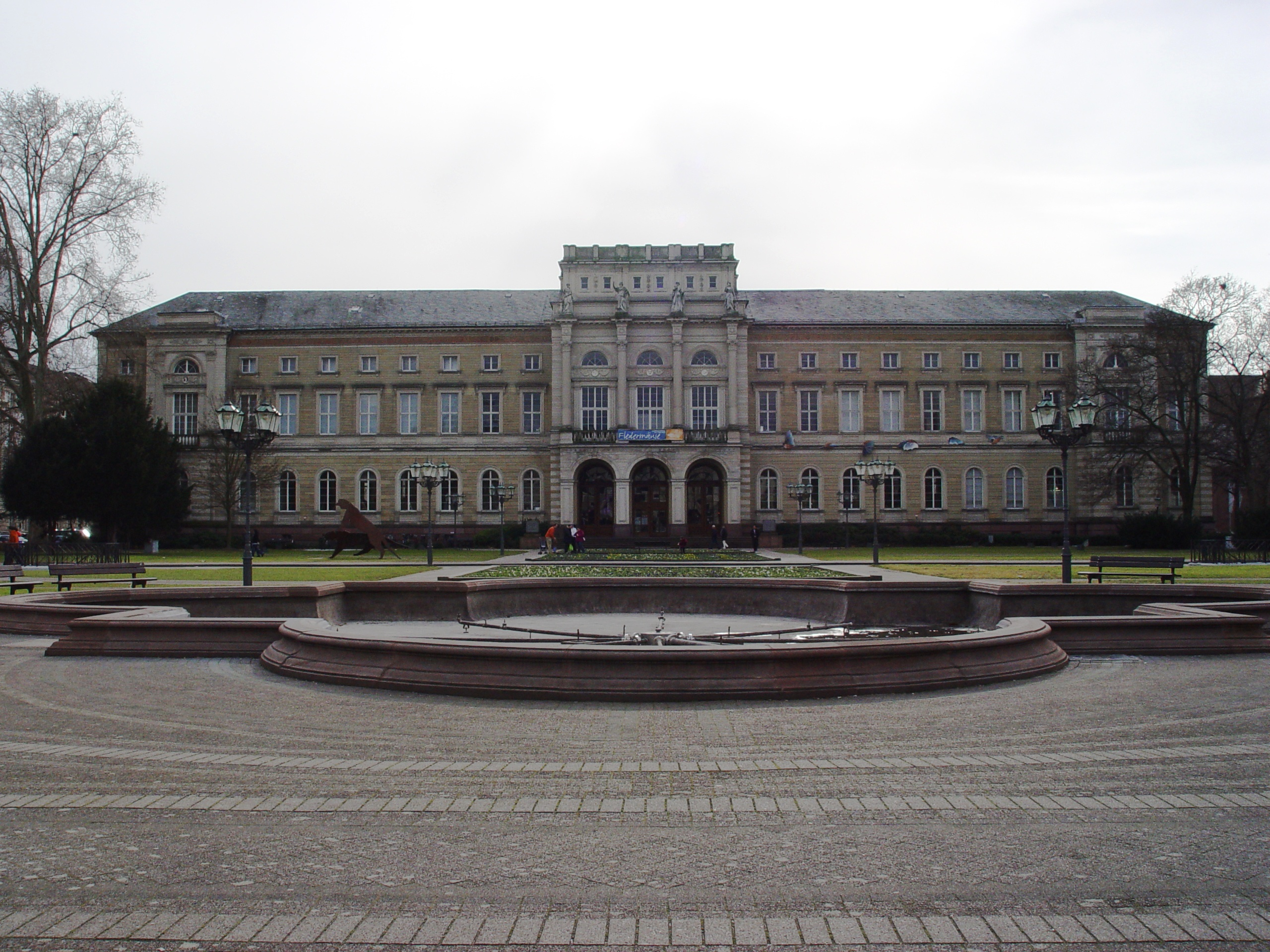
Naturkundemuseum Karlsruhe

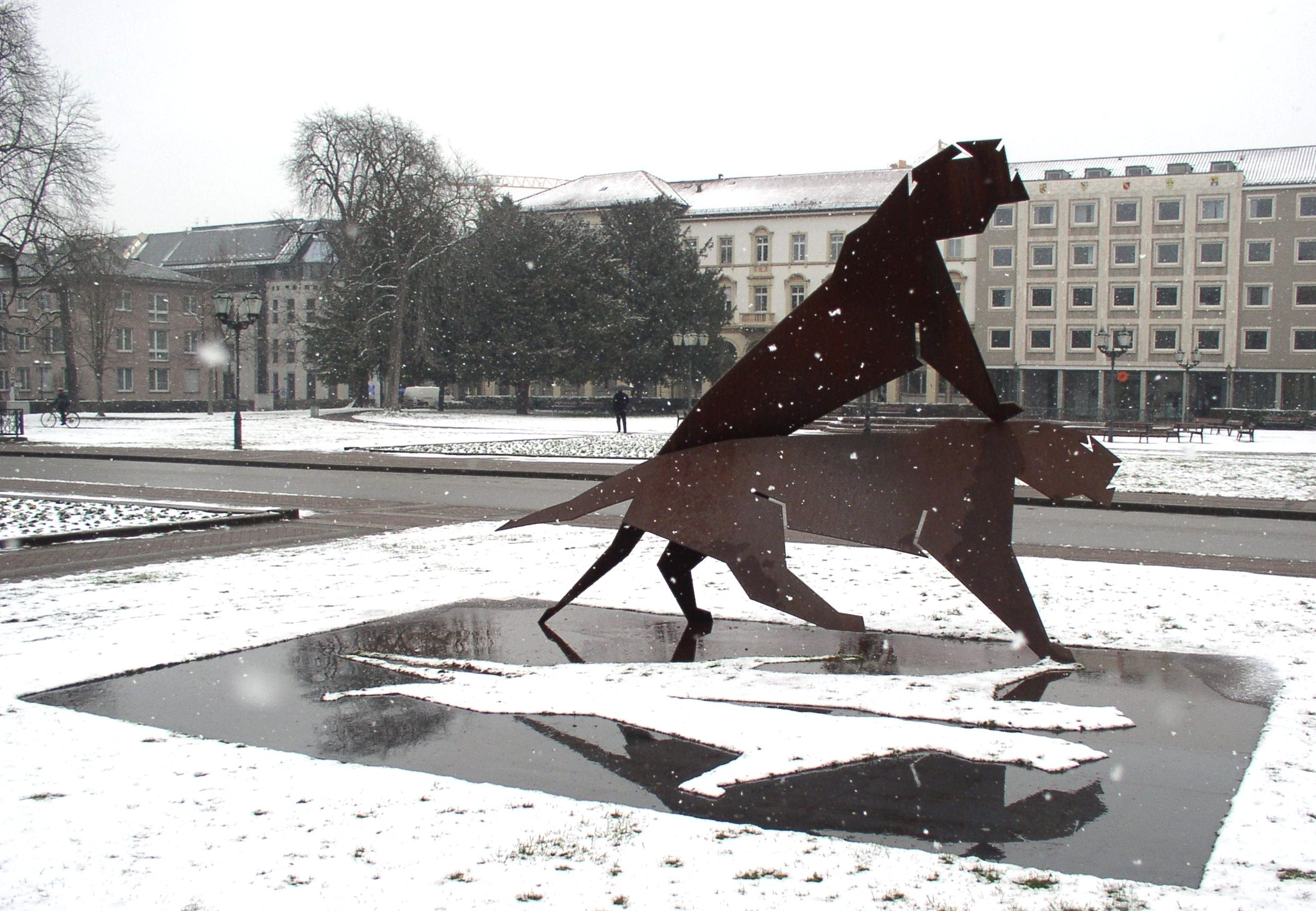
Skulptur auf dem Friedrichsplatz von Andreas Helmling

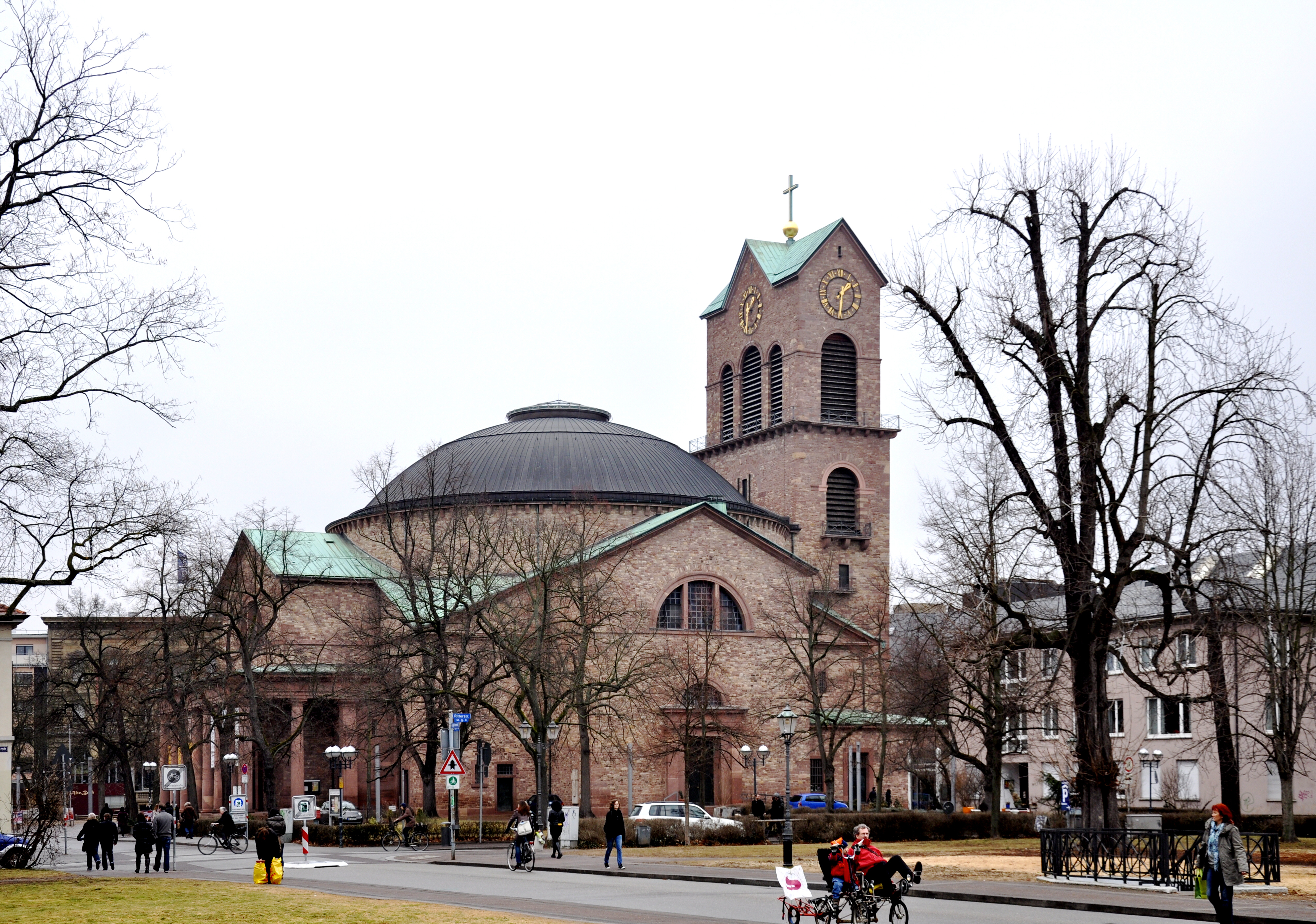
Katholische Stadtkirche

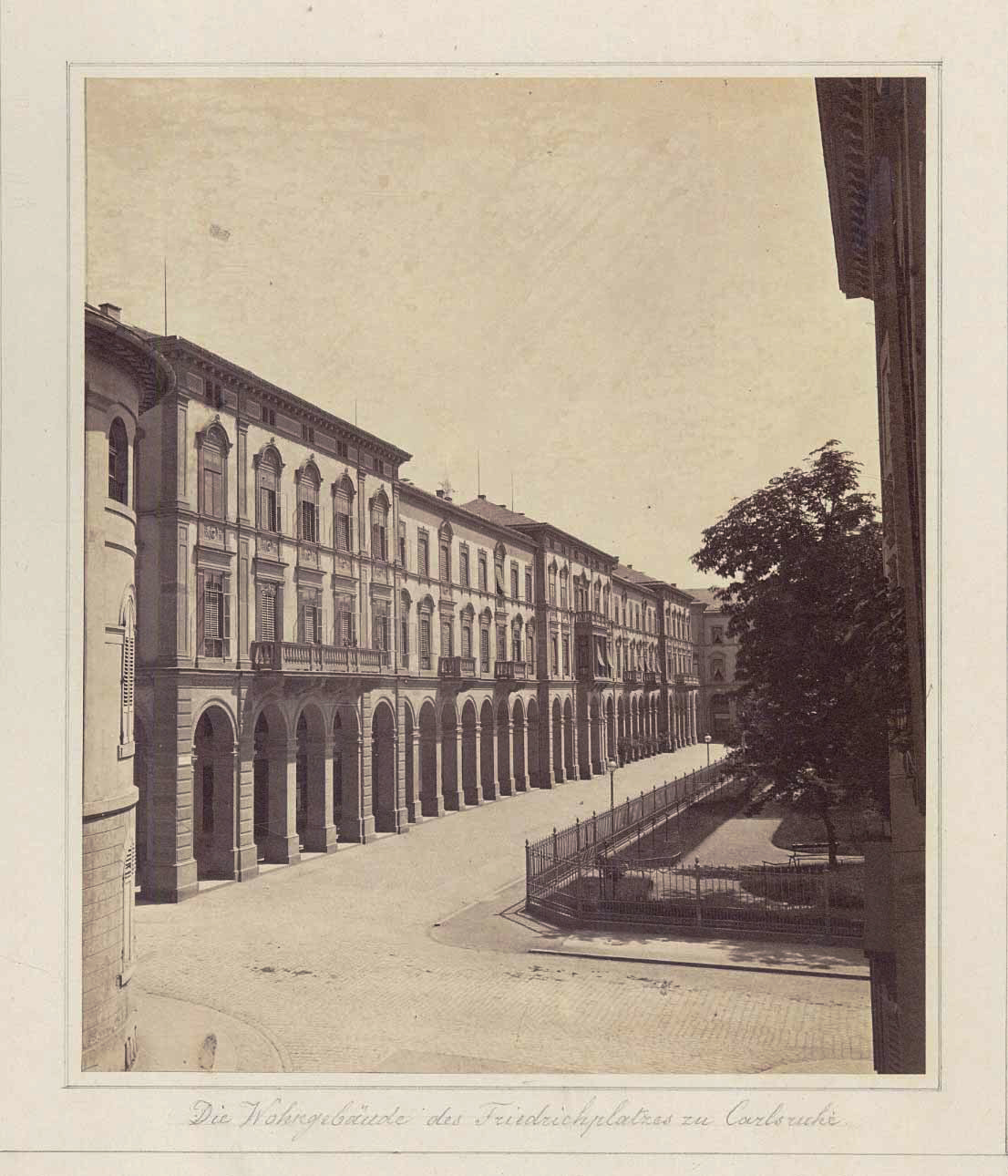
Historische Wohngebäude am Friedrichplatz; teilweise zerstört

Der Friedrichsplatz ist ein zentraler Platz in der Innenstadt von Karlsruhe.

## Geschichte
Im Jahre 1730 wurde mit dem Bau einer ersten Garten- und Parkanlage im Stil  eines englischen Gartens auf dem Gebiet des heutigen Friedrichsplatzes begonnen. Diese Parkanlage bestand bis in die 1870er Jahre und wurde nach dem Erbprinzen Ludwig Erbprinzengarten genannt. Im Jahr 1856 gab es erste Überlegungen für eine Umgestaltung der Parkanlage. Grund dafür waren die reichhaltigen Sammlungsbestände an Büchern, Münzen und Mineralien, die zu diesem Zeitpunkt im Schloss Karlsruhe untergebracht waren. Wegen der Platzknappheit wurde mit den Planungen für ein neues Sammlungsgebäude an einem zentralen öffentlichen Platz begonnen. Großherzog Friedrich I. von Baden regte  einen Architekturwettbewerb an, der ein Museumsgebäude und einen repräsentativen Platz davor enthalten sollte. Als Sieger aus dem Wettbewerb ging der Weinbrennerschüler Karl Joseph Berckmüller hervor. Berckmüller entwarf  das Staatliche Museum für Naturkunde und plante einige der weiteren Gebäude, die um den neu entstehenden quadratischen Platz herum errichtet werden sollten. Unter anderem entstanden dort einige Wohnhäuser wie auch etliche Ministerien des Landes Baden. Gegenüber dem Naturkundemuseum wurde 1874 ein Fontänenbrunnen des Bildhauers Karl Mayer errichtet.
Mit der Fertigstellung des Gebäudes des Naturkundemuseums wurde der ehemalige Erbprinzengarten in zwei Teile aufgeteilt. Südlich davon entstand der neu geschaffene Nymphengarten. Der nördliche Teil der Parkanlage erhielt seinen Namen nach Friedrich I. und wird heute durch die diagonal dazu verlaufende Erbprinzenstraße in zwei Teile aufgeteilt.
Nach dem Zweiten Weltkrieg waren viele der Gebäude am Friedrichsplatz beschädigt oder  zerstört. Einige der Bauten wurden wiederaufgebaut oder durch Neubauten ersetzt. Einer der Planer der Neubauten am Friedrichsplatz war der Karlsruher Architekt Erich Schelling.
Wegen dauerhaften Baumaßnahmen auf dem Marktplatz werden seit ca. 2010 Veranstaltungen wie der Christkindlesmarkt auf den Friedrichsplatz verlegt, die Bepflanzung dafür teilweise entfernt.

## Lage und Umgebung
Am Friedrichsplatz befinden sich einige bedeutende und städtebaulich prägende Bauwerke von Karlsruhe:
- Badische Landesbibliothek (1983–1991) von Oswald Mathias Ungers
- Staatliches Museum für Naturkunde Karlsruhe (1865–1873) von Josef Berckmüller
- Katholische Stadtkirche (1808–1814) von Friedrich Weinbrenner
- Stadtbibliothek Karlsruhe (1991–1993) auf dem Areal des ehemaligen Ständehauses
- ECE-Einkaufszentrum Ettlinger Tor Karlsruhe (2003–2005)

Am Friedrichsplatz befinden sich heute unter anderem die Gebäude der IHK Karlsruhe und eine Zweigstelle der Baden-Württembergischen Bank.